# Unione Calcio Sampdoria 1976-1977
Questa voce raccoglie le informazioni riguardanti l'Unione Calcio Sampdoria nelle competizioni ufficiali della stagione 1976-1977.

## Stagione
L'annata, che sancirà la seconda retrocessione nella storia della Sampdoria, non si aprì sotto i migliori auspici. In sede di mercato i tifosi sperarono fino all'ultimo giorno nell'arrivo dell'attaccante avellinese Musiello, ma la speranza non si concretizzò poiché il centravanti passò alla Roma. Anzi, nell'ultimo giorno di mercato i tifosi blucerchiati videro partire destinazione Firenze uno dei migliori giocatori della rosa: il terzino Marco Rossinelli. Per sostituirlo la società blucerchiata prelevò Vito Callioni dal Vicenza, mentre a "rafforzare" l'attacco arrivo Gianluigi Savoldi (fratello minore di Beppe Savoldi).
Le opache prestazioni in Coppa Italia (4 sconfitte su 4) contribuirono a far lievitare il malumore della piazza. L'inizio del campionato rivelò che i timori dei tifosi erano fondati. Neanche l'arrivo, durante il mercato di riparazione, del centravanti Bresciani (prelevato dalla Fiorentina) migliorò la precaria situazione di classifica. Nonostante una fragorosa tripletta al Verona il giovane attaccante non riuscì a risolvere i problemi realizzativi che affliggevano l'undici blucerchiato. Dopo la sconfitta nel derby di ritorno la Sampdoria si lanciò nella solita rimonta di primavera che però si fermò alla penultima giornata.
In un drammatico spareggio salvezza giocato al Dall'Ara di Bologna, i blucerchiati (seguiti da oltre diecimila tifosi) naufragarono al cospetto dei felsinei che andarono in rete per tre volte nella prima mezzora. L'ultima partita giocata a Marassi contro la Juventus vide una Samp generosa e sciupona (incredibili i gol sbagliati da Bresciani e De Giorgis) punita da una Juventus reduce il mercoledì precedente dal trionfo in Coppa Uefa sul campo di Bilbao. Il 2-0 finale (Bettega e Boninsegna) assegnò matematicamente lo scudetto ai bianconeri e sancì la seconda, amara, retrocessione dei blucerchiati.

## Organigramma societario
Fonte:'
Area direttiva
Presidente: Glauco Lolli Ghetti
Segretario: Mario Rebuffa
Area tecnica
Allenatore:Eugenio Bersellini
Area sanitaria
Medico sociale: Andrea Chiapuzzo
Massaggiatore: Aurelio Comino

## Divise
| Casa | Trasferta |

## Rosa
| N. |                   | Ruolo | Calciatore          |
| -- | ----------------- | ----- | ------------------- |
|    | Italia (bandiera) | P     | Massimo Cacciatori  |
|    | Italia (bandiera) | P     | Rosario Di Vincenzo |
|    | Italia (bandiera) | D     | Domenico Arnuzzo    |
|    | Italia (bandiera) | D     | Vito Callioni       |
|    | Italia (bandiera) | D     | Marcello Lippi      |
|    | Italia (bandiera) | D     | Luciano Zecchini    |
|    | Italia (bandiera) | D     | Mauro Ferroni       |
|    | Italia (bandiera) | C     | Gianfranco Bedin    |

| N. |                   | Ruolo | Calciatore         |
| -- | ----------------- | ----- | ------------------ |
|    | Italia (bandiera) | C     | Pellegrino Valente |
|    | Italia (bandiera) | C     | Gianluigi Savoldi  |
|    | Italia (bandiera) | C     | Paolo Tuttino      |
|    | Italia (bandiera) | C     | Alviero Chiorri    |
|    | Italia (bandiera) | A     | Carlo Bresciani    |
|    | Italia (bandiera) | A     | Maurizio Orlandi   |
|    | Italia (bandiera) | A     | Giorgio De Giorgis |
|    | Italia (bandiera) | A     | Nello Saltutti     |

## Risultati

### Serie A

#### Girone di andata
| Arbitro: | Benedetti (Roma) |

|                            |           |                |
| Graziani 4’, 7’ Pulici 87’ | Marcatori | 50’ De Giorgis |

| Genova 10 ottobre 1976 2ª giornata | Sampdoria                    | 0 – 0 | Milan | Stadio Luigi Ferraris (25980 spett.)\| Arbitro: \| Agnolin (Bassano del Grappa) \| |
| Arbitro:                           | Agnolin (Bassano del Grappa) |       |       |                                                                                    |

| Arbitro: | Reggiani (Bologna) |

|                     |           |  |
| 84’ (aut.) Zecchini | Marcatori |  |

| Genova 31 ottobre 1976 4ª giornata | Sampdoria         | 0 – 0 | Lazio | Stadio Luigi Ferraris (18778 spett.)\| Arbitro: \| Gussoni (Tradate) \| |
| Arbitro:                           | Gussoni (Tradate) |       |       |                                                                         |

| Arbitro: | Menicucci (Firenze) |

|                   |           |                     |
| Pruzzo 15’ (rig.) | Marcatori | 55’ (rig.) Callioni |

| Arbitro: | Bergamo (Livorno) |

|                          |           |           |
| Valente 14’ Callioni 33’ | Marcatori | 43’ Bonci |

| Arbitro: | Barbaresco (Cormons) |

|                               |           |  |
| Pirazzini 53’ Bergamaschi 53’ | Marcatori |  |

| Arbitro: | F. Panzino (Catanzaro) |

|                       |           |             |
| Bresciani 2’, 4’, 82’ | Marcatori | 86’ Busatta |

| Arbitro: | Menegali (Roma) |

|  |           |               |
|  | Marcatori | 89’ Facchetti |

| Arbitro: | Serafino (Roma) |

|          |           |              |
| Caso 84’ | Marcatori | 87’ Saltutti |

| Arbitro: | Gonella (Torino) |

|                   |           |                                    |
| Callioni 13’, 41’ | Marcatori | 36’ (rig.) G. Savoldi 48’ Chiarugi |

| Arbitro: | Casarin (Milano) |

|                                    |           |  |
| Musiello 1’ Di Bartolomei 10’, 90’ | Marcatori |  |

| Perugia 16 gennaio 1977 13ª giornata | Perugia                      | 0 – 0 | Sampdoria | Stadio Pian di Massiano (11870 spett.)\| Arbitro: \| Agnolin (Bassano del Grappa) \| |
| Arbitro:                             | Agnolin (Bassano del Grappa) |       |           |                                                                                      |

| Genova 30 gennaio 1977 14ª giornata | Sampdoria            | 0 – 0 | Bologna | Stadio Luigi Ferraris (17730 spett.)\| Arbitro: \| Barbaresco (Cormons) \| |
| Arbitro:                            | Barbaresco (Cormons) |       |         |                                                                            |

| Arbitro: | Prati (Parma) |

|                               |           |  |
| Tardelli 34’, 41’ Bettega 76’ | Marcatori |  |

#### Girone di ritorno
| Arbitro: | Lattanzi (Roma) |

|                            |           |                           |
| Bresciani 50’ Zecchini 90’ | Marcatori | 21’, 31’, 70’ F. Graziani |

| Arbitro: | Agnolin (Bassano del Grappa) |

|                                |           |  |
| G. Morini 15’, 80’ Calloni 51’ | Marcatori |  |

| Arbitro: | Casarin (Milano) |

|                                        |           |                    |
| Bedin 6’ Saltutti 52’ G.L. Savoldi 59’ | Marcatori | 79’ (rig.) Palanca |

| Arbitro: | Gonella (Torino) |

|                  |           |  |
| Garlaschelli 64’ | Marcatori |  |

| Arbitro: | Gussoni (Tradate) |

|             |           |                        |
| Zecchini 3’ | Marcatori | 44’ Damiani 78’ Pruzzo |

| Arbitro: | Menegali (Roma) |

|                |           |             |
| Piangerelli 6’ | Marcatori | 38’ Chiorri |

| Arbitro: | Michelotti (Parma) |

|                                   |           |                     |
| Pirazzini 28’ (aut.) Saltutti 68’ | Marcatori | 15’ (aut.) Zecchini |

| Arbitro: | Bergamo (Livorno) |

|                       |           |                         |
| Luppi 33’ Fiaschi 49’ | Marcatori | 14’ Chiorri 41’ Tuttino |

| Milano 10 aprile 1977 24ª giornata | Inter               | 0 – 0 | Sampdoria | Stadio San Siro (29252 spett.)\| Arbitro: \| Menicucci (Firenze) \| |
| Arbitro:                           | Menicucci (Firenze) |       |           |                                                                     |

| Arbitro: | Barbaresco (Cormons) |

|                               |           |                            |
| Saltutti 30’ G.L. Savoldi 54’ | Marcatori | 68’ Crepaldi 84’ Antognoni |

| Arbitro: | Lattanzi (Roma) |

|               |           |              |
| G. Savoldi 1’ | Marcatori | 52’ Saltutti |

| Arbitro: | Menicucci (Firenze) |

|             |           |  |
| Tuttino 11’ | Marcatori |  |

| Arbitro: | Serafino (Roma) |

|                        |           |  |
| Lippi 17’ Saltutti 47’ | Marcatori |  |

| Arbitro: | Agnolin (Bassano del Grappa) |

|                                      |           |             |
| Chiodi 2’, 63’ Clerici 15’ Nanni 30’ | Marcatori | 85’ Tuttino |

| Arbitro: | Lattanzi (Roma) |

|  |           |                            |
|  | Marcatori | 61’ Bettega 84’ Boninsegna |

### Coppa Italia

#### Fase a gironi
| Arbitro: | Mascia (Milano) |

|  |           |          |
|  | Marcatori | 49’ Lelj |

| 1º settembre 1976 2ª giornata |  | – Turno di riposo |  |  |

| Arbitro: | Barbaresco (Cormons) |

|                           |           |                     |
| M. Scarpa 28’ Vannini 89’ | Marcatori | 38’ (rig.) Callioni |

| Arbitro: | Andreoli (Padova) |

|              |           |                         |
| Saltutti 11’ | Marcatori | 43’ Virdis 67’ L. Piras |

| Arbitro: | Tonolini (Milano) |

|                                |           |             |
| Bellinazzi 17’, 83’ Pirola 44’ | Marcatori | 82’ Orlandi |

## Statistiche

### Statistiche di squadra
| Competizione | Punti | In casa | In casa | In casa | In casa | In casa | In casa | In trasferta | In trasferta | In trasferta | In trasferta | In trasferta | In trasferta | Totale | Totale | Totale | Totale | Totale | Totale | DR  |
| Competizione | Punti | G       | V       | N       | P       | Gf      | Gs      | G            | V            | N            | P            | Gf           | Gs           | G      | V      | N      | P      | Gf     | Gs     | DR  |
| ------------ | ----- | ------- | ------- | ------- | ------- | ------- | ------- | ------------ | ------------ | ------------ | ------------ | ------------ | ------------ | ------ | ------ | ------ | ------ | ------ | ------ | --- |
| Serie A      | 24    | 15      | 6       | 5       | 4       | 17      | 16      | 15           | 0            | 7            | 8            | 8            | 26           | 30     | 6      | 12     | 12     | 25     | 42     | -17 |
| Coppa Italia | -     | 2       | 0       | 0       | 2       | 1       | 3       | 2            | 0            | 0            | 2            | 2            | 5            | 4      | 0      | 0      | 4      | 3      | 8      | -5  |
| Totale       | -     | 17      | 6       | 5       | 6       | 18      | 19      | 17           | 0            | 7            | 10           | 10           | 31           | 34     | 6      | 12     | 16     | 28     | 50     | -22 |

### Statistiche dei giocatori
| Giocatore      | Serie A  | Serie A | Coppa Italia | Coppa Italia | Totale   | Totale |
| Giocatore      | Presenze | Reti    | Presenze     | Reti         | Presenze | Reti   |
| -------------- | -------- | ------- | ------------ | ------------ | -------- | ------ |
| D. Arnuzzo     | 28       | -       | ?            | 0            | 28+      | 0      |
| G. Bedin       | 28       | 1       | ?            | 0            | 28+      | 1      |
| C. Bresciani   | 25       | 4       | ?            | 0            | 25+      | 4      |
| M. Cacciatori  | 24       | -       | ?            | 0            | 24+      | 0      |
| V. Callioni    | 25       | 4       | ?            | 1            | 25+      | 5      |
| A. Chiorri     | 8        | 2       | ?            | 0            | 8+       | 2      |
| G. De Giorgis  | 15       | 1       | ?            | 0            | 15+      | 1      |
| R. Di Vincenzo | 8        | -       | ?            | 0            | 8+       | 0      |
| M. Ferroni     | 16       | -       | ?            | 0            | 16+      | 0      |
| M. Lippi       | 30       | 1       | ?            | 0            | 30+      | 1      |
| M. Orlandi     | 16       | -       | ?            | 1            | 16+      | 1      |
| N. Saltutti    | 28       | 6       | ?            | 1            | 28+      | 7      |
| G. Savoldi     | 28       | 2       | ?            | 0            | 28+      | 2      |
| P. Tuttino     | 30       | 2       | ?            | 0            | 30+      | 2      |
| P. Valente     | 25       | 1       | ?            | 0            | 25+      | 1      |
| L. Zecchini    | 26       | 2       | ?            | 0            | 26+      | 2      |